# Shirley Ann Jackson

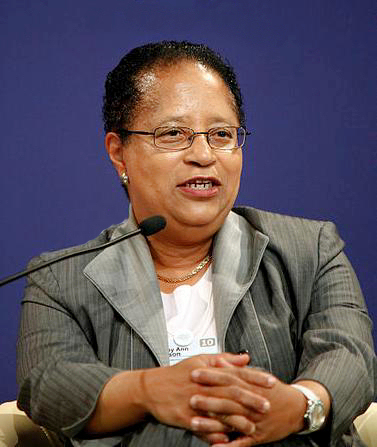
Shirley Ann Jackson auf dem Weltwirtschaftsforum 2010 in China

Shirley Ann Jackson (* 5. August 1946 in Washington, D.C.) ist eine amerikanische Physikerin und Präsidentin des Rensselaer Polytechnic Institute.

## Ausbildung
Shirley Ann Jackson wurde als zweites von drei Kindern in Washington, D.C. geboren. Ihre Mutter, Beatrice, war eine Sozialarbeiterin und ihr Vater, George, hatte eine leitende Position im United States Postal Service inne. Jacksons Eltern förderten die schulische Entwicklung ihrer Tochter und befürworteten ihr Interesse an Naturwissenschaften. Der Vater unterstützte sie bei naturwissenschaftlichen Schulprojekten. In der Schule besuchte sie Unterrichtsklassen für Fortgeschrittene in Mathematik und Naturwissenschaft. 1964 schloss sie die Roosevelt High School in Washington, D. C. als Jahrgangsbeste ab.

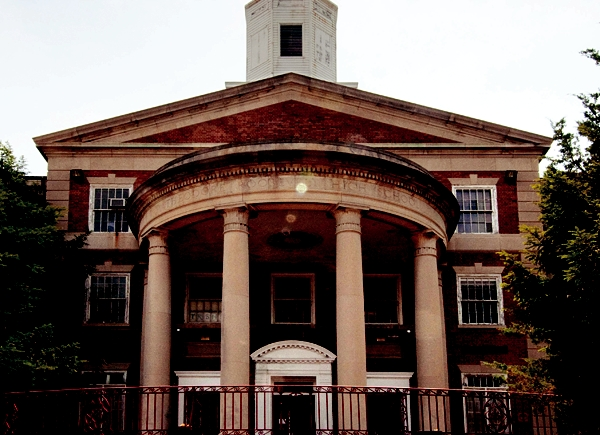
Die Roosevelt High School, wo Jackson zur Schule gegangen ist.

Nach ihrem Schulabschluss begann Jackson ein Studium am Massachusetts Institute of Technology (MIT). Im Studienjahr 1964 waren 43 der 900 Studienanfänger Frauen und unter den 8000 Bachelor-Studierenden waren etwa 20 Schwarze. Jackson fühlte sich anfangs isoliert, entwickelte aber im Laufe des grundständigen Studiums Freundschaften zu anderen Studierenden. Als Antwort auf den Ratschlag eines Professors, dass „farbige Mädchen“ ein Handwerk lernen sollten, entschied sie sich für Physik als Studienfach. Sie finanzierte ihr Studium durch Stipendien von Martin Marietta und der gemeinnützigen Organisation Prince Hall Masons sowie einen Nebenjob im MIT-Labor für Ernährungswissenschaften. 1968 schloss Jackson das Studium mit einem Bachelor of Science in Physik ab. In ihrer Abschlussarbeit beschäftigte sie sich mit Supraleitern.
Jackson setzte ihr Studium am MIT fort und forschte als Doktorandin im Bereich der Elementarteilchenphysik. Der Ph.D. wurde ihr 1973 verliehen. Sie ist die erste afroamerikanische Frau, die einen Doktorgrad vom MIT erhalten hat und die zweite afroamerikanische Frau in den Vereinigten Staaten mit einem Ph.D. in Physik.

## Berufliche Laufbahn
Im Rahmen ihrer postgraduierten Forschungstätigkeit arbeitete Jackson in renommierten Physiklaboratorien in den Vereinigten Staaten und in Europa. 1973 forschte sie zu Hadronen im Fermi National Accelerator Laboratory in Illinois, 1974 als Gastwissenschaftlerin an der Europäischen Organisation für Kernforschung (CERN) im Kanton Genf. Während dieser Zeit veröffentlichte sie drei Artikel mit einer CERN-Affilitation. 1976 lehrte sie am Stanford Linear Accelerator Center in Kalifornien und 1977 war sie Gastwissenschaftlerin am Aspen Center for Physics in Colorado.
Von 1976 bis 1991 arbeitete Jackson an den Bell Laboratories in New Jersey. Dort beschäftigte sie sich vor allem mit Festkörperphysik, führte aber auch Forschungsprojekte in theoretischer, optischer und Quantenphysik durch. Zu diesen und anderen Themen hat Jackson über 100 wissenschaftliche Studien veröffentlicht.
Zwischen 1991 und 1995 war Jackson Professorin für Physik an der Rutgers University. 1995 wurde sie von Präsident Bill Clinton zur Vorsitzenden der Nuclear Regulatory Commission berufen und am 2. Mai 1995 offiziell eingeschworen. Sie ist die erste Frau und erste Afroamerikanerin, die diese Position innehatte. Während ihrer Amtszeit ließ sie mehrere Energieversorgungsanlagen wegen Verstößen gegen Sicherheitsbestimmungen schließen.

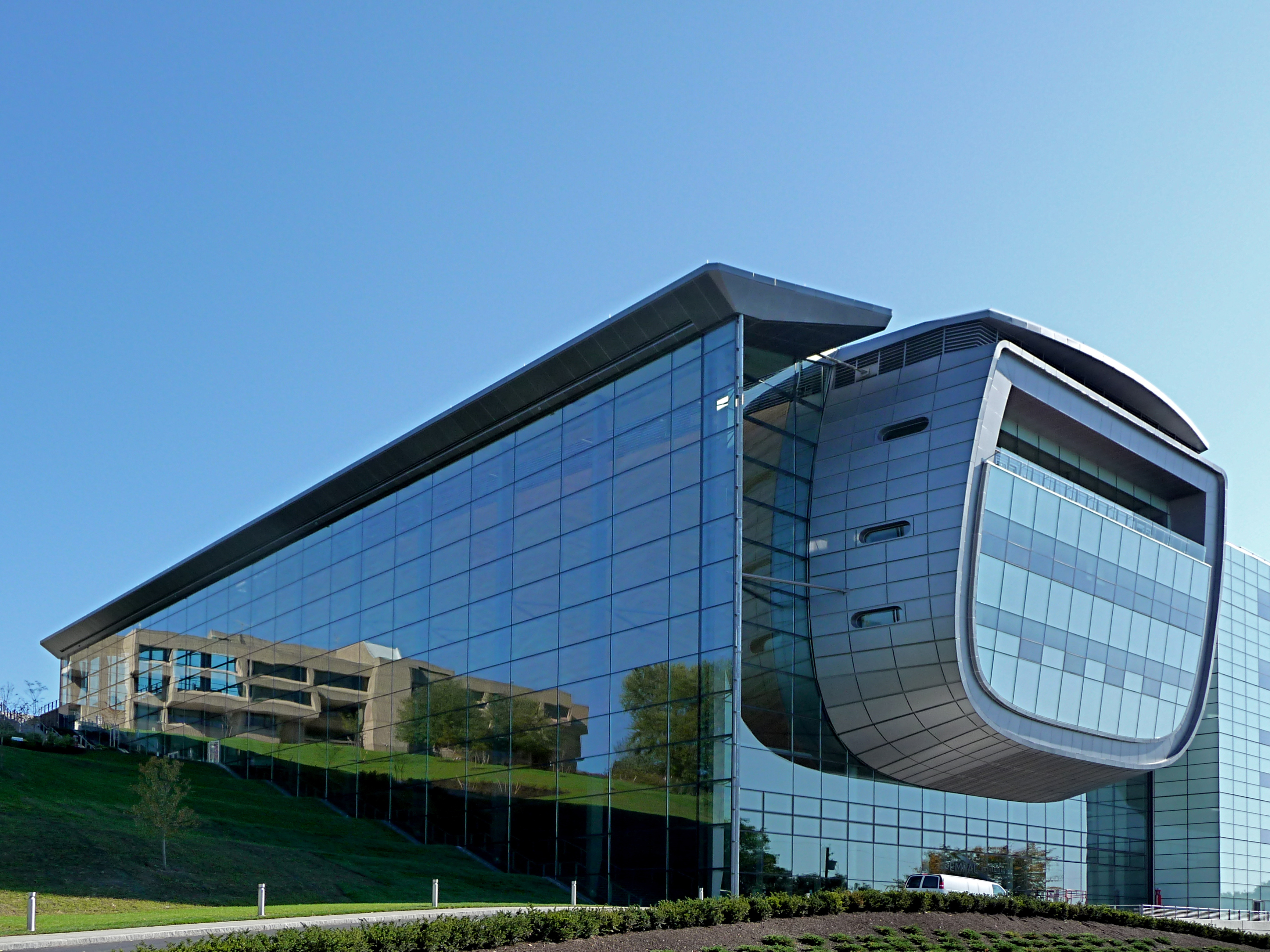
Das 2008 geöffnete Experimental Media and Performing Arts Center, dessen Bau in Jacksons Präsidentschaftsplan vorgesehen war.

1999 wurde sie als erste Frau und erste Afroamerikanerin zur Präsidentin des Rensselaer Polytechnic Institute (RPI), der ältesten technischen Forschungsuniversität in den Vereinigten Staaten, gewählt. Das Institut befand sich vor Jacksons Eintreffen in einer schwierigen finanziellen Lage und verzeichnete seit Jahren sinkende Studierendenzahlen. Jackson legte einen ausführlichen Plan vor, der vorsah, dass das RPI stärker auf Biotechnologie und Informationstechnik setzen und angesehenes Lehrpersonal in diesen Bereichen anstellen sollte. In dem Plan, den der Universitätsrat 2000 genehmigte, erklärte Jackson außerdem, wie das Stiftungsvermögen des Instituts mindestens verdoppelt werden könne. In den ersten acht Jahren von Jacksons Präsidentschaft stiegen die zur Forschung bereitgestellten Mittel von 37 Mio. USD auf 80 Mio. USD und das Stiftungsvermögen belief sich 2007 auf insgesamt 805 Mio. USD. Im Jahr 2001 gelang es ihr, eine anonyme Spende von 360 Mio. USD für die Universität zu sichern, die damals größte Spende an eine amerikanische Universität. 180 neue wissenschaftliche Lehrpersonen wurden angestellt, 80 davon in eigens für sie geschaffenen neuen Positionen. Die Zahl der Studienplatzbewerbungen und der erhaltenen Wissenschaftspreise verdreifachte sich unter Jacksons Leitung und die Zahl der vergebenen Doktorgrade stieg seit dem akademischen Jahr 1999 von 91 auf 163. Das RPI entwickelte sich im Laufe von Jacksons Präsidentschaft zu einer führenden technischen Forschungsuniversität. Im Jahr 2010 gab das Institut bekannt, dass der Universitätsrat einstimmig beschlossen habe, Jacksons Vertrag um zehn Jahre bis 2020 zu verlängern. Jackson gehört mit einem Jahreseinkommen von 1,75 Mio. USD (Stand: 2011) zu den zehn bestbezahlten Hochschulpräsidenten der Welt.
Neben ihrer Beschäftigung am Rensselaer Institute nimmt Jackson weitere Aufgaben wahr. 2009 wurde sie von Präsident Barack Obama in dessen Rat für Wissenschaft und Technologie (United States President’s Council of Advisors on Science and Technology) berufen und war Co-Vorsitzende des Rats für Innovation and Technologie, einer Unterabteilung des Rats für Wissenschaft und Technologie. Vom 29. August 2014 bis 20. Januar 2017 war Jackson Mitglied des Beratungsstabs des Präsidenten für nachrichtendienstliche Angelegenheiten (President’s Intelligence Advisory Board). Darüber hinaus ist sie Fellow der American Physical Society, Mitglied der American Academy of Arts and Sciences und der British Royal Academy of Engineering. Außerdem ist sie Mitglied der National Academy of Engineering und der American Philosophical Society. Sie ist Verwaltungsmitglied mehrerer Unternehmen, darunter IBM, Medtronic und Marathon Oil. Sie war  Präsidentin der American Association for the Advancement of Science und saß im Aufsichtsrat der Smithsonian Institution.

## Anerkennung
Jackson erhielt im Laufe ihrer Karriere mehrere Auszeichnungen und Preise in Anerkennung ihrer Beiträge in Forschung und Bildung. 53 Hochschulen verliehen ihr Ehrendoktorwürden, darunter sind die Harvard University, die Universität Dublin, die École polytechnique fédérale de Lausanne und das KAIST. 1998 wurde sie in die National Women’s Hall of Fame als Würdigung ihrer wissenschaftlichen Leistungen aufgenommen.
Die Zeitschrift Discover zählte Jackson 2002 zu den 50 wichtigsten Frauen in den Wissenschaften und im Jahr 2005 bezeichnete das Magazin Time sie als das vielleicht ultimative Vorbild für Frauen im Wissenschaftsbetrieb.
2006 wurde Jackson von der American Society of Mechanical Engineers mit dem Präsidentenpreis ausgezeichnet. Ein Jahr später erhielt sie den vom National Science Board der National Science Foundation vergebenen Vannevar-Bush-Preis für „außergewöhnliche Beiträge über die Grenzen der Wissenschaft und Technologie“. 2011 würdigte die American Association for the Advancement of Science Jacksons wissenschaftliche Errungenschaften und insbesondere ihren Einsatz für die Einbeziehung von ethnischen Minderheiten und Frauen in technische Berufe. Anfang 2016 wurde sie mit der National Medal of Science ausgezeichnet. Für 2021 wurde Jackson die Oersted Medal zugesprochen.

## Privatleben
Während ihrer Lehrtätigkeit an der Rutgers University lernte Jackson den Physiker Morris A. Washington kennen und heiratete ihn später. Das Paar hat einen gemeinsamen Sohn.